# Leopold Schmidt (Philologe)

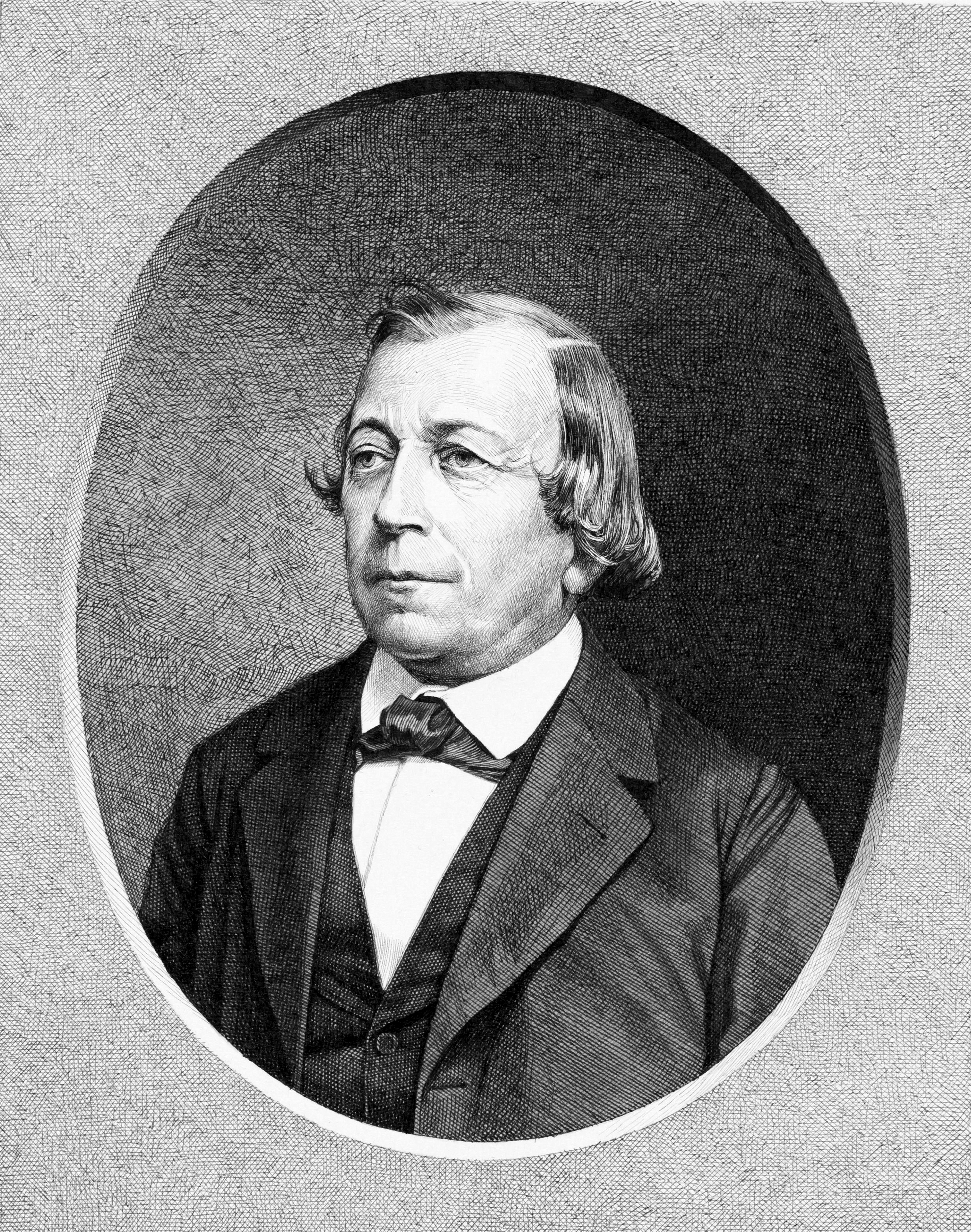
Leopold Schmidt (1885)

Leopold Valentin Schmidt (* 29. Mai 1824 in Berlin; † 6. März 1892 in Marburg) war ein deutscher klassischer Philologe, der seit 1863 als Professor an der Philipps-Universität Marburg wirkte. Er ist besonders durch sein umfassendes Werk Ethik der alten Griechen (Berlin 1882) hervorgetreten.

## Leben
Leopold Schmidt wurde 1824 als einziges Kind des Literaturwissenschaftlers Valentin Schmidt geboren. Nach dem frühen Tod seiner Eltern wurde Schmidt ab 1831 bei seinem Großvater Valentin Heinrich Schmidt aufgezogen, der Direktor des Köllnischen Gymnasiums in Berlin war. Als auch der 1838 hochbetagt starb, kam Schmidt in das Haus des Gymnasialprofessors L. Hartung.
Nach dem Abschluss der Schulausbildung studierte Schmidt ab 1842 in Leipzig Klassische Philologie und hörte besonders Gottfried Hermann und Moriz Haupt. Später wechselte er nach Bonn zu Friedrich Ritschl und Friedrich Gottlieb Welcker, die ihn besonders an die griechische Literatur heranführten. Er wurde 1844 Mitglied der Burschenschaft Fridericia Bonn. Im Juli 1846 wurde er mit einer Untersuchung über die philosophischen Fragmente des Epicharmos promoviert. Ein Jahr später, 1847, erreichte er seine Habilitation und heiratete. Seine Gattin begleitete ihn auf Forschungs- und Bildungsreisen nach Italien und Sizilien.
In Bonn wurde Schmidt 1857 zum außerordentlichen Professor ernannt. Er widmete sich damals seinem ersten großen Projekt, einer Monografie über Pindar, mit dem er sich zum ersten Mal in Leipzig bei Herrmann beschäftigt hatte. 1862 erschien das Buch in Bonn unter dem Titel Pindar’s Leben und Dichtung und war besonders auf die ethisch-moralische Tendenz und Entwicklung des Dichters zugeschnitten. Im Sommer 1863 nahm Schmidt einen Ruf der Universität Marburg an. Hier wirkte er bis an sein Lebensende als ordentlicher Professor der Klassischen Philologie. Lange Zeit veröffentlichte er nichts und widmete sich ganz seinem zweiten großen Werk, der Ethik der alten Griechen, die 1882 in zwei Bänden erschien und zuletzt 1967 nachgedruckt wurde.
Nachdem er im akademischen Jahr 1882/1883 das Rektorat der Universität bekleidet hatte, widmete sich Schmidt seinem letzten großen Projekt: Einer umfassenden Geschichte der Ethik, die von Platon und Aristoteles ausgehend bis in die Neuzeit reichen sollte. Das Werk kam allerdings nicht über die Anfänge hinaus, da Schmidt schon nach wenigen Jahren von einem Influenzaanfall stark geschwächt wurde. Seine Zusage an Georg Wissowa, für die Neubearbeitung von Paulys Realencyclopädie der classischen Altertumswissenschaft Artikel zur griechischen Literaturgeschichte beizusteuern, konnte er nicht mehr einhalten: Noch vor der Drucklegung des ersten Teilbandes starb er im 68. Lebensjahr. Sein einziger Artikel im Pauly-Wissowa behandelte die Griechische Anthologie und wurde von Richard Reitzenstein revidiert.